# I. Mahmud oszmán szultán
I. Mahmud (Isztambul, 1696. augusztus 2. – Isztambul, 1754. december 13.) az Oszmán Birodalom szultánja volt 1730-tól haláláig. Uralkodása nagy részét a perzsiai és oroszországi háború dominálta: a törököknek sikerült megtartaniuk Bagdadot, de elvesztették Örményországot, Azerbajdzsánt és Grúziát. Ő volt az utolsó szultán, aki még gondolkodott magyar területek meghódításán – anélkül, hogy utólag a Habsburgoktól vereséget könyvelhetett volna el.

## Élete

### Ifjúsága
Mahmud 1696. augusztus 2-án született II. Musztafa fiaként.

### Trónra lépése
Mahmudot a Halil pasa által szervezett felkelés juttatta a trónra 1730-ban. A szultán azzal kezdte az uralkodását, hogy megnyerte magának a janicsárokat és megölette Halil pasát.[forrás?]

### Az1736–1739-es háború
A törekvő ifjú azonban Oroszországgal nem vehette fel a támadó harcot. Ugyanis Anna cárnő és szövetségese, III. Károly magyar király ekkoriban már az Oszmán Birodalom felosztásáról ábrándozott.
A háborút főleg a Krímben és a Duna-menti fejedelemségek (Havasalföld és Moldva) közelében vívták.[forrás?] Az orosz fővezér, Burkhard Christoph von Münnich sikeres támadásával elfoglalta Azovot, de az osztrákokat ekkor nem kis csalódás érte: a császári hadak – amelyeket már nem Savoyai Jenő herceg vezette – vereséget vereségre halmoztak, és Károly ijesztő vereségekkel tarkította uralkodását: Belgrád ismét török kézbe került, és az ott megkötött 1739-es béke az oszmán fegyverek diadalait szentesítette. A békében Belgrád, Havasalföld és Szerbia területeinek a császáriak által még 1718-ban elnyert részei megint visszakerültek az Oszmán Birodalomhoz. Oroszország sem járt jobban: csak Azovot tarthatta meg.

#### Terv a kurucok bevetésére

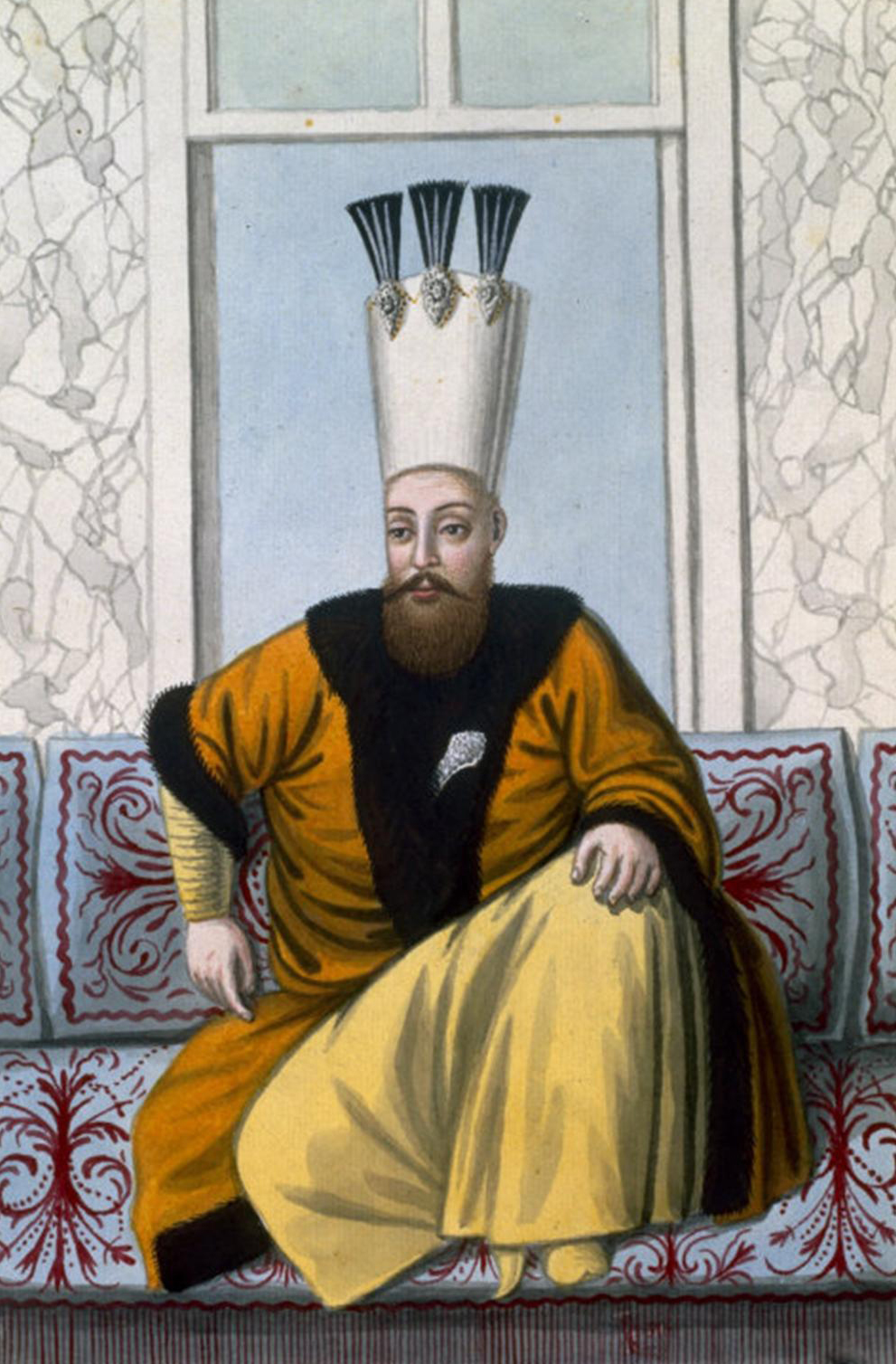
I. Mahmud (John Young [1755–1825] ábrázolása, 1815)

A háború történetéhez tartozik az is, hogy Mahmud üzenetet küldött II. Rákóczi Ferenc fiának, Rákóczi Józsefnek, hogy a birodalom területén, elsősorban Havasalföldön élő kurucokból szervezzen sereget, amit török és tatár erősítésekkel és fegyverekkel is ellátnak. Az ötlet jónak mutatkozott de nem lett belőle semmi. Az összetoborzott kurucok jórésze öreg volt már, Magyarországról pedig nem sikerült önkénteseket toborozni. A Rákóczi-szabadságharc eszméje már kihunyóban volt – noha némely jobbágymozgalom még címezte magát ekkor is kurucnak az országban –, s a magyarság már nem akart újabb véráldozatokkal teli háborút. Amire valamicske csapat készenlétbe állt, a bevetésük ideje lejárt: a háború véget ért és Rákóczi József meghalt.[forrás?]

### Belső munkássága
A szultán, aki inkább a békének volt barátja, mindjárt a háború befejezése hozzálátott a birodalom belső megszilárdításához.[forrás?]

### Lázadás Arábiában
Mahmud országlásának vége felé Arábiában a vahhabiták lázadása zavarta meg a békét. A lázadás egy rövid időre az Oszmán-ház trónját is komolyan veszélyeztette.

### Halála
Mahmud 24 évi uralkodás után, 58 évesen halt meg 1754. december 13-án. A trónon öccse, III. Oszmán követte.

## Megítélése
Bár Mahmud nem volt gyenge személyiség, mégis a vezetés főbb részét átruházta vezíreire, ő maga pedig verseket írt ideje legnagyobb részében.[forrás?]